# Tatsuro Hagihara
Tatsuro Hagihara (萩原 達郎 Hagihara Tatsuro?), född 6 augusti 1982 i Kagoshima prefektur, är en japansk före detta fotbollsspelare.
Hagihara började sin karriär 2001 i Vegalta Sendai. 2011 flyttade han till Ehime FC. Efter Ehime FC spelade han för Blancdieu Hirosaki FC. Han avslutade karriären 2014.